# 교실

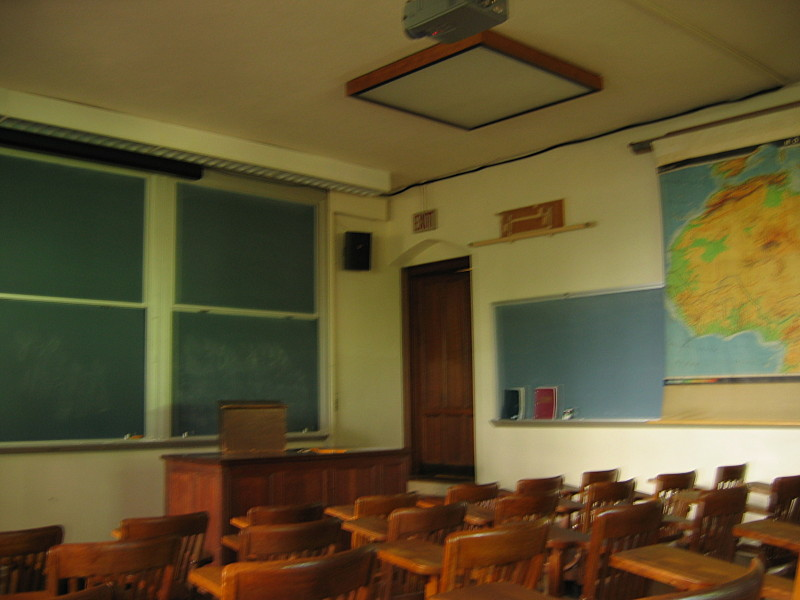
교실의 모습

교실(敎室)은 학교에서 주로 학생들이 수업할 때 쓰는 방이다. 책상, 의자, 칠판 등이 안에 있다.
교실은 어린이와 성인 모두가 배우는 학습 공간이다. 교실은 유치원에서 대학교에 이르기까지 모든 종류의 교육 기관에서 볼 수 있으며 기업, 종교 및 인도주의 단체와 같이 교육 또는 훈련이 제공되는 다른 장소에서도 볼 수 있다. 교실은 외부 방해 요소에 의해 방해받지 않고 학습이 이루어질 수 있는 공간을 제공한다.

## 법
학교시설·설비기준령에 따라 대한민국의 보통교실(1학급당 실내면적의 기준은 63평방미터 이상으로 한다.

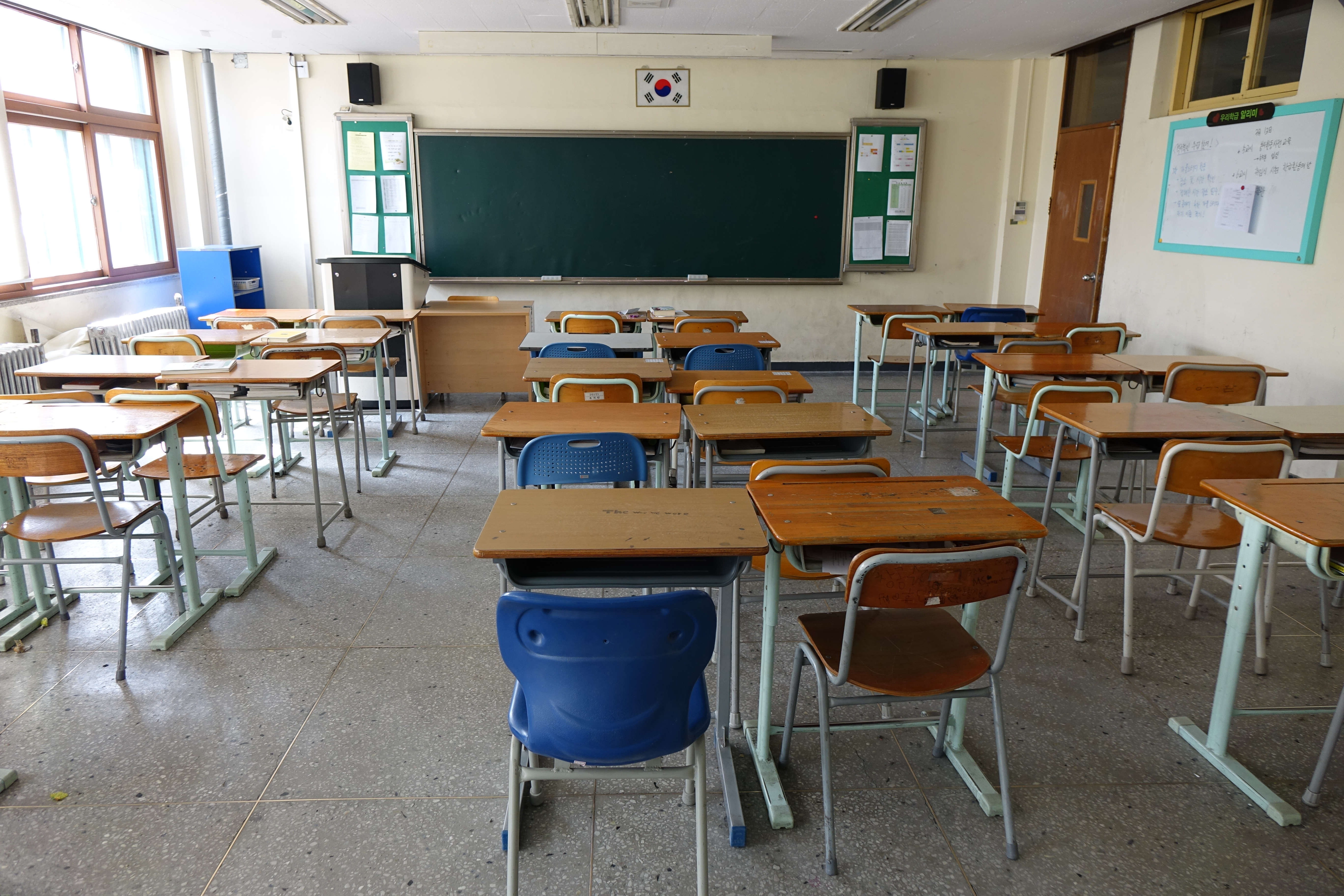
2015년 3월 15일 과천고등학교 교실
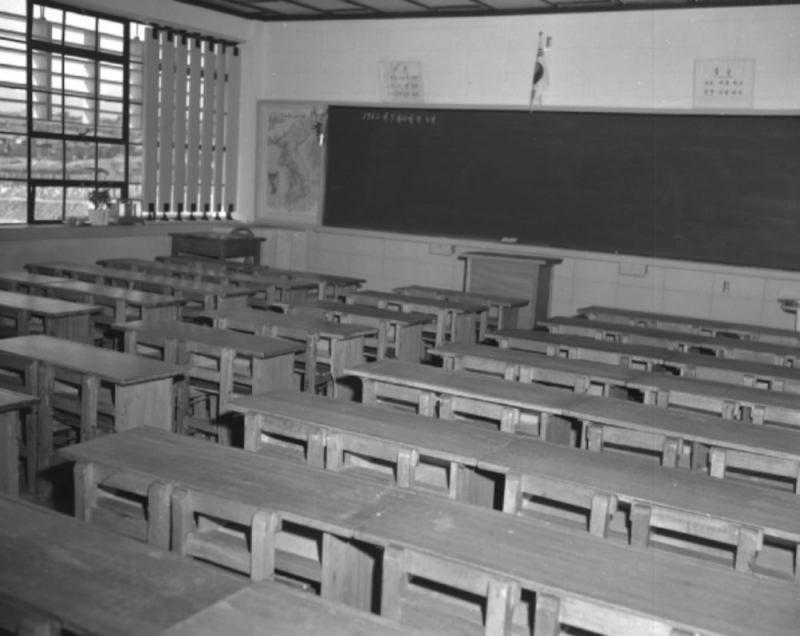
1962년 5월 신축된 전곡국민학교의 전경이다.

## 교실과 마주한 문제
온라인 학습 기술은 학습자가 원하는 시간, 장소, 속도에 관계없이 학습이 이루어질 수 있도록 한다. 이는 직장과 양육 책임을 중심으로 학습 일정을 짜야 하는 성인 학생들에게 특히 중요하다. 미국 교육 및 개발 협회(American Society for Training and Development)에 따르면 2014년 현재 직원 교육 시간의 약 25%가 강의실이 아닌 온라인으로 진행된다. 그러나 비평가들은 일부 기관에서 온라인 세계에 대한 접근을 제한할 수 있지만 학생들이 물리적 주변에서 주의를 산만하게 할 수 있기 때문에 21세기에는 교실 공간조차 방해 요소로 가득 차 있다고 주장한다. 한 번에 하나의 작업에 집중한다.
전통적인 교실은 또한 다양한 형태의 대안 교육 옹호자들에 의해 공격을 받았다. 이탈리아의 교육자 마리아 몬테소리(Maria Montessori)는 "고정식 책상과 의자는 노예 제도의 원칙이 여전히 학교에 영향을 미치고 있다는 증거이다"라고 썼다.

## 같이 보기
- 학교